# کرخلبی (ناحیه کوتنا هورا)
کرخلبی (به چکی: Krchleby) یک منطقهٔ مسکونی در جمهوری چک است که در ناحیه کوتنا هورا واقع شده‌است.